# Verbascum harknessii
Verbascum harknessii är en flenörtsväxtart som beskrevs av Johannes Baptista Bergmans. Verbascum harknessii ingår i släktet kungsljus, och familjen flenörtsväxter. Inga underarter finns listade i Catalogue of Life.